# Ernst II av Hohenlohe-Langenburg
Ernst II av Hohenlohe-Langenburg, född 13 september 1863, död 11 december 1950, var en tysk furste. Han var son till Hermann av Hohenlohe-Langenburg.
Hohenlohe gifte sig 1896 med Alexandra av Sachsen-Coburg-Gotha, och blev därigenom 1900-05 förmyndare för Karl Edvard av Sachsen-Coburg-Gotha under dennes minderårighet. Han ledde därefter utrikesdepartementets kolonialavdelning 1905-07. Hohenlohe var medlem av riksdagen 1907-12 för rikspartiet och riksdagens 1:e vicepresident 1909-10.